# 塞吉隆格
塞吉隆格，是匈牙利包尔绍德-奥包乌伊-曾普伦州所辖的一个村。总面积6.94平方公里，总人口211，人口密度30.4人/平方公里（2011年1月1日）。